# Didymoglossum fontanum
Didymoglossum fontanum är en hinnbräkenväxtart som först beskrevs av Carl Axel Magnus Lindman, och fick sitt nu gällande namn av Edwin Bingham Copeland. Didymoglossum fontanum ingår i släktet Didymoglossum och familjen Hymenophyllaceae. Inga underarter finns listade.

## Bildgalleri

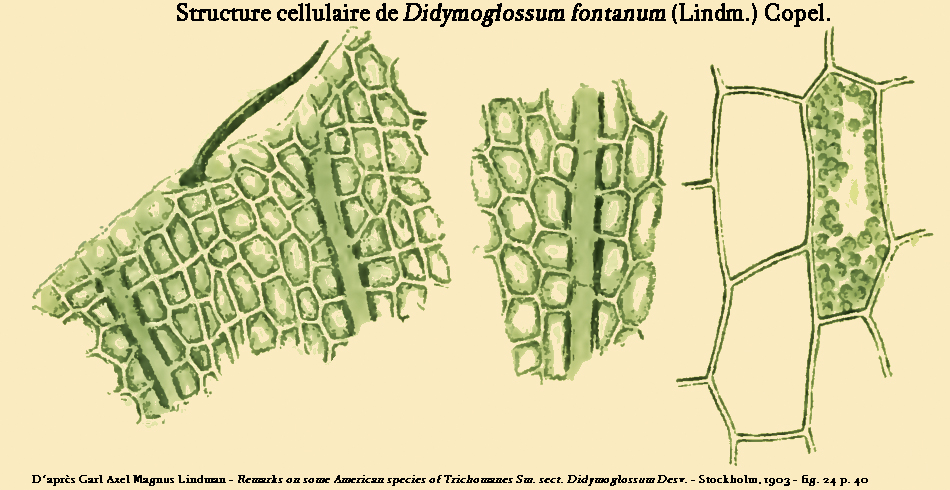
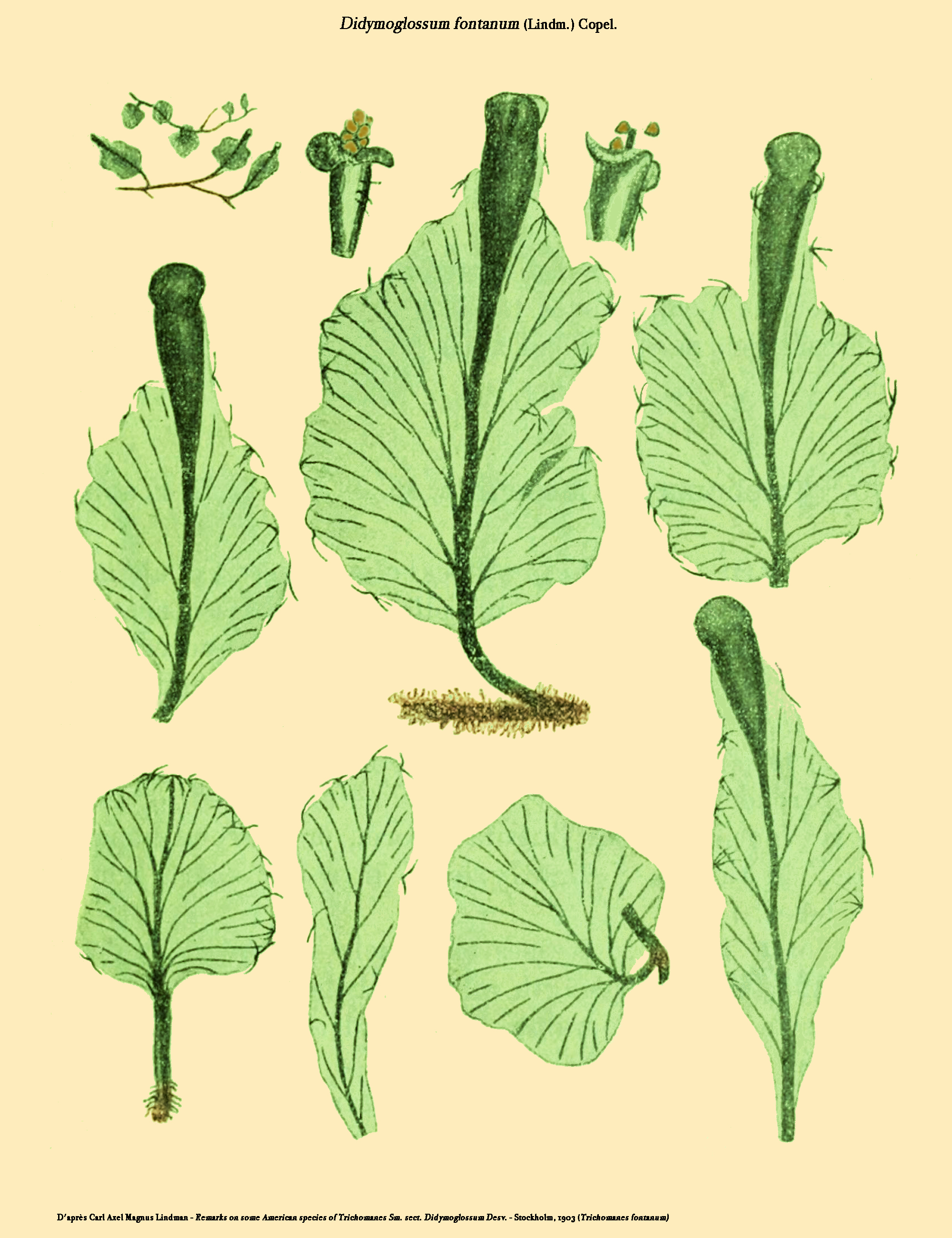